# Bohman & Schwartz

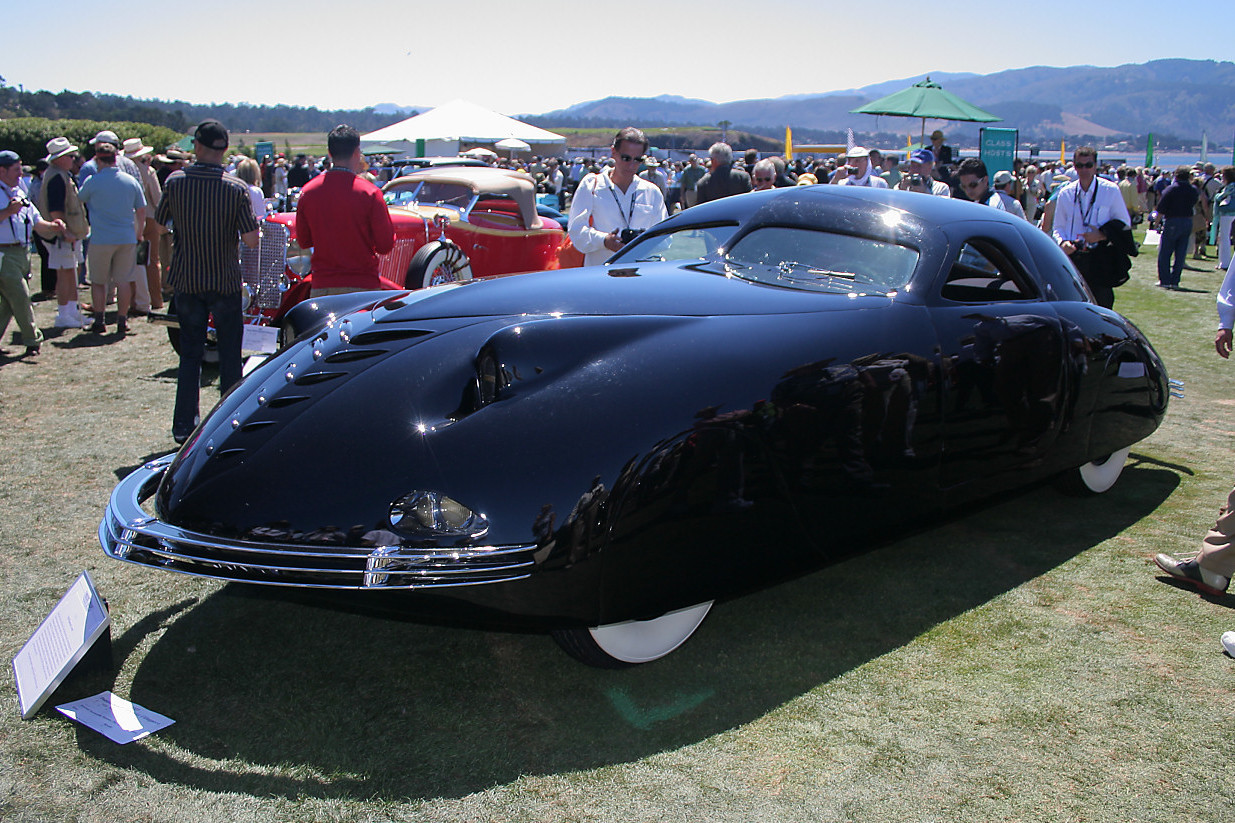
Karosserie von Bohman & Schwartz: Phantom Corsair aus 1937, hier auf dem Pebble Beach Concours d’Elegance 2007.

Bohman & Schwartz war ein US-amerikanischer Karosseriehersteller, der in Pasadena (Kalifornien) ansässig war.
Die Firma wurde im April 1932 vom in Schweden geborenen Christian Bohman (1892–1950)
und seinem Freund, dem geborenen Österreicher Maurice Schwartz (1884–1961) gegründet. Beide waren bereits in ihrer Heimat als Kutschen- resp. Karosseriebauer tätig gewesen, Bohman in Stockholm und Schwartz bei der k. u. k. Hofwagen-Fabrik S. Armbruster in Wien, welche Kutschen und Kraftfahrzeugkarosserien für den kaiserlichen Hofstaat anfertigte. Die beiden übernahmen das im selben Jahr aufgelöste Karosseriebauunternehmen Walter M. Murphy Company, bei dem Bohman bis 1930 beschäftigt gewesen war.
Bekannt wurde Bohman & Schwartz mit seinen luxuriösen Aufbauten auf Duesenberg-Fahrgestellen. Zu den Kunden zählten z. B. Clark Gable, Bill Robinson und Barbara Hutton. Auch Fahrzeuge für Hollywood-Filme entstanden, wie z. B. Gauner mit Herz (1938) und Topper. 1937 wurde der größte jemals gebaute Duesenberg, das „Throne Car“, ein Fahrzeug von drei Tonnen Gewicht auf einem Fahrgestell mit 4521 mm Radstand für den Prediger Father Divine, eingekleidet. Die Firma fertigte daneben die Karosserie des Phantom Corsair, einem Konzeptfahrzeug aus 1937.
1947 wurde die Firma in gegenseitigem Einvernehmen der Inhaber aufgelöst; Bohman arbeitete in kleinerem Rahmen mit seinem Sohn weiter. Zumindest bis 2004 bestand dieser Betrieb noch.